# أيا سوزاكي
أيا سوزاكي (洲崎綾 سوزاكي أيا) هي مؤدية أصوات يابانية ولدت في 25 ديسمبر 1986 في محافظة إيشيكاوا.

## أدوارها في الأنمي

### مسلسلات أنمي تلفزيونية
- كيل لا كيل - ماكو مانكانشوكو
- تاماكو ماركت - تاماكو كيتاشيراكاوا
- باكومان - ميسايو أماني
- ماغي: The Kingdom of Magic - مارغا
- ترينيتي سفن - سيلينا شرلوك
- الآلي السليم دايميدالر - ريكانتز سيبيري
- آيدولماستر سندريلا جيرلز - مينامي نيتّا
- فرسان سيدونيا - شيزوكا هوشيجيرو
- فرسان سيدونيا: معركة الكوكب التاسع - تسوموغي شيراوي
- فصل الاغتيال - كايدي كايانو
- غزاة روكوجوما!؟ - شيزوكا كاساغي
- رايلغان معينة خاصة بالعلم S - ريكو تاكيتسوبو
- كانكولي - أكاتسكي، هيبيكي، إيكازوتشي، إينازوما
- كلاسروم كرايسس - تسوباسا هاناوكا
- متتابعة أكاديمية ميكاغورا - ماكوتو هاسومي
- هل من الخطأ أن أسعى وراء الفتيات في المتاهات؟ - كلوي لولو
- ريني من الحدود - ريكا
- بلياديس نهاية اليوم الدراسي - زميلة آوي
- عشيقة (مؤقتة) - كورومي إيتو
- كيوسوغيغا - فتاة المعبد
- لوستوريج إنسايتد ويكروس - دونا
- أكا: قسم التفتيش الخاص بالقطاع 13 - إيدر
- ساكورا كوست - ناغيسا كوهارو
- ريليز ذا سبايس - ميه ياتشيو
- الفتاة الساحرة والعمليات الخاصة أسكا - أسكا أوتوري

### أنمي الإنترنت
- كوروسينسي كويست! - كايدي كايانو
- مونستر سترايك - تسوكويومي

### أفلام أنمي
- تاماكو لاف ستوري - تاماكو كيتاشيراكاوا
- ترينيتي سفن: «إترنيتي لايبراري» و «ألكيميك غيرل» - سيلينا شرلوك
- بلام! - تاي
- هارموني - كيان ريكادو

## أدوارها في ألعاب الفيديو
- غيلتي جير Xrd - إلفيلت فالنتاين
- آيدولماستر سندريلا جيرلز - مينامي نيتّا
- عشيقة (مؤقتة) - كورومي إيتو

## أدوارها في الدبلجة اليابانية
- روبي - نورا فالكيري

## وصلات خارجية
- أيا سوزاكي على موقع IMDb (الإنجليزية)
- أيا سوزاكي على موقع ميوزك برينز (الإنجليزية)
- أيا سوزاكي على موقع ديسكوغز (الإنجليزية)
- أيا سوزاكي على موقع قاعدة بيانات الفيلم (الإنجليزية)
- أيا سوزاكي على موقع ANN person (الإنجليزية)